# Duos Mystères
Duos Mystères était une émission de télévision française diffusée en prime-time sur TF1, et présentée par Alessandra Sublet. Le premier numéro est diffusé le 26 février 2021.

## Principe
Des invités ayant un lien entre eux chantent en duo sans le savoir. Ils sont en effet séparés par un mur, et leurs voix sont modifiées, sauf pour le téléspectateur qui entend les vraies voix ,.
Pour chaque duo, l'un des membres choisit une chanson à interpréter et doit piéger l'autre sur cette chanson. La personne piégée (dans certains cas, l'autre membre également) ignore complètement qui chante avec elle jusqu'à ce que le mur se lève. Des indices sont toutefois donnés au téléspectateur sur l'un des deux membres (ou sur les deux, si personne ne connaît l'identité de l'autre) avant chaque duo,.

## Émissions

### Émission 1 (26 février 2021)
Sont notamment présents Salvatore Adamo, Fanny Ardant, Amel Bent (ainsi que sa sœur May), Jane Birkin, Carla Bruni, Camélia Jordana, Claudio Capéo, Marine Delterme, Patrick Fiori, Élodie Frégé, Grand Corps Malade, Bilal Hassani, Jarry, Daniel Levi, Lio, Camille Lou, Pascal Obispo, Pomme, Inès Reg, Hélène Ségara, Slimane et Vitaa (ainsi que sa meilleure amie Laure) .
| Ordre | Duo                               | Chanson                                                  | Réf(s). |
| ----- | --------------------------------- | -------------------------------------------------------- | ------- |
| 1     | Inès Reg et Patrick Fiori         | J'en rêve encore - Gérald de Palmas                      | [ 3 ]   |
| 2     | Daniel Levi et Slimane            | Mon frère - Les Dix Commandements                        | [ 3 ]   |
| 3     | Amel Bent et sa sœur May          | Histoire éternelle - La Belle et la Bête                 | ,       |
| 4     | Grand Corps Malade et Camille Lou | Mais je t'aime - Grand Corps Malade et Camille Lellouche | [ 3 ]   |
| 5     | Pascal Obispo et Jarry            | Il suffira d'un signe - Jean-Jacques Goldman             | [ 3 ]   |
| 6     | Vitaa et sa meilleure amie Laure  | Tu es mon autre - Lara Fabian et Maurane                 | [ 3 ]   |
| 7     | Bilal Hassani et Hélène Ségara    | Shallow - Lady Gaga et Bradley Cooper                    | [ 3 ]   |
| 8     | Fanny Ardant et Jane Birkin       | La Chanson de Prévert - Serge Gainsbourg                 | ,       |
| 9     | Lio et Élodie Frégé               | La Grenade - Clara Luciani                               | [ 3 ]   |
| 10    | Salvatore Adamo et Claudio Capéo  | L'Italien - Serge Reggiani                               | [ 3 ]   |
| 11    | Camélia Jordana et Pomme          | Désenchantée - Mylène Farmer                             | [ 3 ]   |
| 12    | Carla Bruni et Marine Delterme    | Ma déclaration - France Gall                             | [ 3 ]   |

### Émission 2 (12 juin 2021)
Sont notamment présents Roberto Alagna, Nikos Aliagas, Josiane Balasko, Didier Barbelivien, Bénabar, Charles Berling, Julien Clerc, Jérémy Frérot (ainsi que son frère Lucas), Kendji Girac, Chantal Goya, Virginie Guilhaume, Rebecca Hampton, Philippe Lellouche, Louane, Clara Luciani, Enrico Macias, Eddy de Pretto, Raphaël, Florian Rossi, Gaëtan Roussel, Arthur Teboul et Zaho ,,,,.
| Duo                                                                 | Chanson                                              | Réf(s). |
| ------------------------------------------------------------------- | ---------------------------------------------------- | ------- |
| Nikos Aliagas et Julien Clerc                                       | La Musique - Nicoletta                               | [ 7 ]   |
| Louane et Florian Rossi                                             | Quelques mots d'amour - Michel Berger                | [ 7 ]   |
| Jérémy Frérot et son frère                                          | À la faveur de l'automne - Tété                      | ,       |
| Clara Luciani et Arthur Teboul                                      | Les Moulins de mon cœur - Michel Legrand             | [ 8 ]   |
| Josiane Balasko et Bénabar                                          | La Mauvaise réputation - Georges Brassens            | [ 10 ]  |
| Roberto Alagna et Kendji Girac                                      | 'O sole mio - Giovanni Capurro                       | [ 10 ]  |
| Chantal Goya et Rebecca Hampton                                     | Une chanson douce - Henri Salvador                   | ,       |
| Eddy de Pretto et Zaho                                              | Le Coup de soleil - Richard Cocciante                | [ 10 ]  |
| Charles Berling et Raphaël                                          | Dès que le vent soufflera - Renaud                   | [ 10 ]  |
| Philippe Lellouche, Didier Barbelivien et Virginie Guilhaume (trio) | La Rivière de notre enfance - Garou et Michel Sardou | [ 10 ]  |
| Enrico Macias et Gaëtan Roussel                                     | La Mamma - Charles Aznavour                          | [ 10 ]  |

### Émission 3 (20 août 2021)
Sont notamment présents Amir, Anggun, Axel Bauer, Dany Brillant, Aria Crescendo, Vincent Delerm, Antoine Duléry, Kendji Girac, Hervé, HollySiz, Marc Lavoine (ainsi que son frère Francis), Elsa Lunghini, Christophe Maé, Iris Mittenaere, Florent Pagny, Pascal Obispo, Jeff Panacloc, Natasha St-Pier et Tayc .
| Duo                               | Chanson                                  | Réf(s). |
| --------------------------------- | ---------------------------------------- | ------- |
| Amir et Jeff Panacloc             | Quand on arrive en ville - Starmania     | ,       |
| Marc Lavoine et son frère         | La Fille du Père Noël - Jacques Dutronc  | ,       |
| Iris Mittenaere et Anggun         | Donne-moi le temps - Jenifer             | ,       |
| Florent Pagny et Christophe Maé   | N'importe quoi - Florent Pagny           | ,       |
| Vincent Delerm et Elsa Lunghini   | Si maman si - France Gall                | ,       |
| Tayc et Kendji Girac              | Hier encore - Charles Aznavour           | [ 13 ]  |
| Pascal Obispo et Axel Bauer       | Les Mots bleus - Christophe              | ,       |
| Antoine Duléry et Dany Brillant   | Que Marianne était jolie -Michel Delpech | [ 13 ]  |
| Aria Crescendo et Natasha St-Pier | En apesenteur - Calogero                 | [ 13 ]  |
| HollySiz et Hervé                 | Sensualité - Axelle Red                  | [ 13 ]  |

## Audiences
| Émission | Date de diffusion        | Nombre de téléspectateurs | Part de marché  | Part de marché | Classement des audiences | Réf.   |
| Émission | Date de diffusion        | Nombre de téléspectateurs | (4 ans et plus) | (FRDA-50)      | Classement des audiences | Réf.   |
| -------- | ------------------------ | ------------------------- | --------------- | -------------- | ------------------------ | ------ |
| 1        | Vendredi 26 février 2021 | 4 250 000                 | 21,6 %          | 34,7 %         | 1re                      | [ 20 ] |
| 2        | Samedi 12 juin 2021      | 2 229 000                 | 12,9 %          | 18,2 %         | 3e                       | [ 21 ] |
| 3        | Vendredi 20 août 2021    | 2 513 000                 | 15,4 %          | 25,4 %         | 2e                       | [ 22 ] |

Légende :
- plus hauts scores d'audiences
- plus bas scores d'audiences